# Daniela Mercury
Daniela Mercury, właściwie Daniela Mercuri de Almeida (ur. 28 lipca 1965 w Salvadorze) – brazylijska piosenkarka, tancerka, producentka i aktorka.
W swojej solowej karierze, Daniela Mercury sprzedała ponad 20 mln płyt i wydała 24 single, które trafiły do pierwszej dziesiątki hitów w Brazylii, z czego 14 zajęło pierwsze miejsce. Zdobyła nagrodę Latin Grammy za album Balé Mulato – Ao Vivo, zdobyła również sześciokrotnie Prêmio da Música Brasileira, trzykrotnie Prêmio Multishow de Música Brasileira oraz dwukrotnie MTV Video Music Brasil za najlepszy klip wideo oraz zdjęcia.
W 1991 r. artystka wydała album Daniela Mercury, a rok później album O Canto da Cidade, który przyniósł sławę w całej Brazylii jej samej oraz muzyce axé, którą reprezentuje. Przez lata swojej kariery, Mercury wydała takie single jak m.in. Swing da Cor, O Canto da Cidade, À Primeira Vista, Rapunzel, Nobre Vagabundo, Ilê Pérola Negra, Mutante, Maimbê Dandá, Levada Brasileira, Oyá Por Nós. Wydała płytę w 25. rocznicę powstania Cirque du Soleil i brała udział w Festival International de Jazz de Montréal. Została zaproszona do nagrania DVD z Alejandro Sanzem oraz do występu wspólnie z Paulem McCartneyem podczas wręczenia Pokojowej Nagrody Nobla w Oslo, w Norwegii.
W 2009 r. wydała album Canibália i udała się z nim w międzynarodową trasę koncertową. Na tej płycie znalazły się takie hity jak Preta (z udziałem Seu Jorge), Oyá Por Nós (z Margareth Menezes) oraz Sol do Sul. W 2011 r. amerykański kanał telewizyjny CBS obwołał Danielę Mercury Carmen Mirandą nowych czasów. W 2013 r. Daniela wraz ze swoją żoną wydała swoją pierwszą książkę pt. Daniela e Malu: Uma História de Amor (Daniela i Malu: Historia Miłosna).

## Życiorys
Daniela Mercuri de Almeida urodziła się 28 lipca 1965 r. w Salvadorze w stanie Bahia. Jej matką jest Liliana Mercuri, pracownica społeczna o włoskim pochodzeniu, a ojcem mechanik António Fernando de Abreu Ferreira de Almeida, z pochodzenia Portugalczyk. Daniela dorastała w Brotas, dzielnicy Salvadoru, jej rodzina należała do klasy średniej. Ma czworo rodzeństwa: Toma, Cristianę, Vânię (która również jest piosenkarką – Vânia Abreu) i Marcosa. Uczęszczała do szkoły Ana Néri oraz do Colégio Baiano.
Daniela od dziecka przejawiała silny charakter i dążyła do celu, którym była muzyka i taniec. W wieku 8 lat zaczęła pobierać lekcje baletu, a w wieku 16 lat już sama dawała lekcje, aby móc zapłacić za dalszą naukę tańca i za studia. Gdy miała 19 lat, wyszła za mąż za przyjaciela z dzieciństwa Zalthera Portela Laborda Póvoasa, zaszła w ciążę i w 1985 r. urodziła swojego pierwszego syna Gabriela. Rok później na świat przyszła jej córka Giovana. Daniela mówi, że to dzięki dzieciom została piosenkarką:

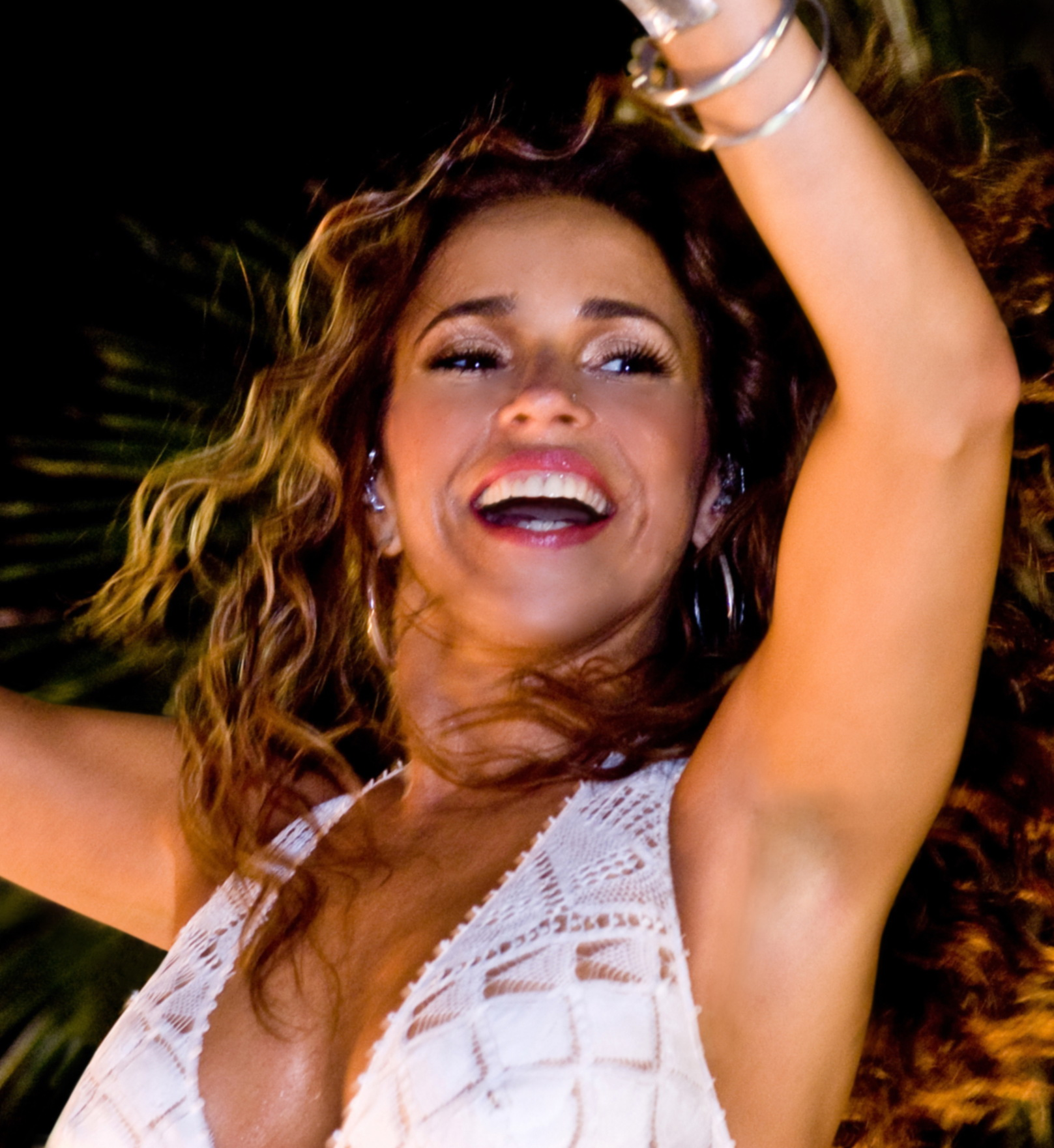
Daniela Mercury

Byłam wówczas tancerką i nauczycielką tańca. Ponieważ wcześnie zostałam mamą, musiałam znaleźć dodatkowe sposoby na zarobienie pieniędzy. Moi znajomi mówili, że dobrze śpiewam, a ja im uwierzyłam. Tak zaczęła się moja kariera.

W 2013 r. piosenkarka ogłosiła, że jest biseksualna i 12 października 2013 r. wzięła ślub cywilny z dziennikarką Malu Verçosa. To wydarzenie odbiło się głośnym echem w Brazylii i poza jej granicami. Daniela poinformowała o zawarciu związku poprzez umieszczenie na Instagramie 4 zdjęć i następującego komunikatu: Malu jest teraz moją żoną, moją rodziną i moją muzą. Zdjęcia Danieli z żoną pojawiły się na okładkach wielu pism, a jej świadectwo skłoniło inne osoby do coming outu, co nazwano “efektem Danieli”. Daniela i Malu mają wspólnie trzy córki: Marcię, Anę Alice i Anę Isabel.

## Kariera
Daniela Mercury przejawiała zainteresowanie i talent muzyczny od najmłodszych lat. Już w wieku 16 lat zaczęła śpiewać w klubach i barach, jednak wówczas jej główną pasją pozostawał taniec. Studiowała taniec na Federalnym Uniwersytecie Bahia. Dopiero po urodzeniu dwójki starszych dzieci wróciła do śpiewania.

### Wczesna kariera (1986–1990)

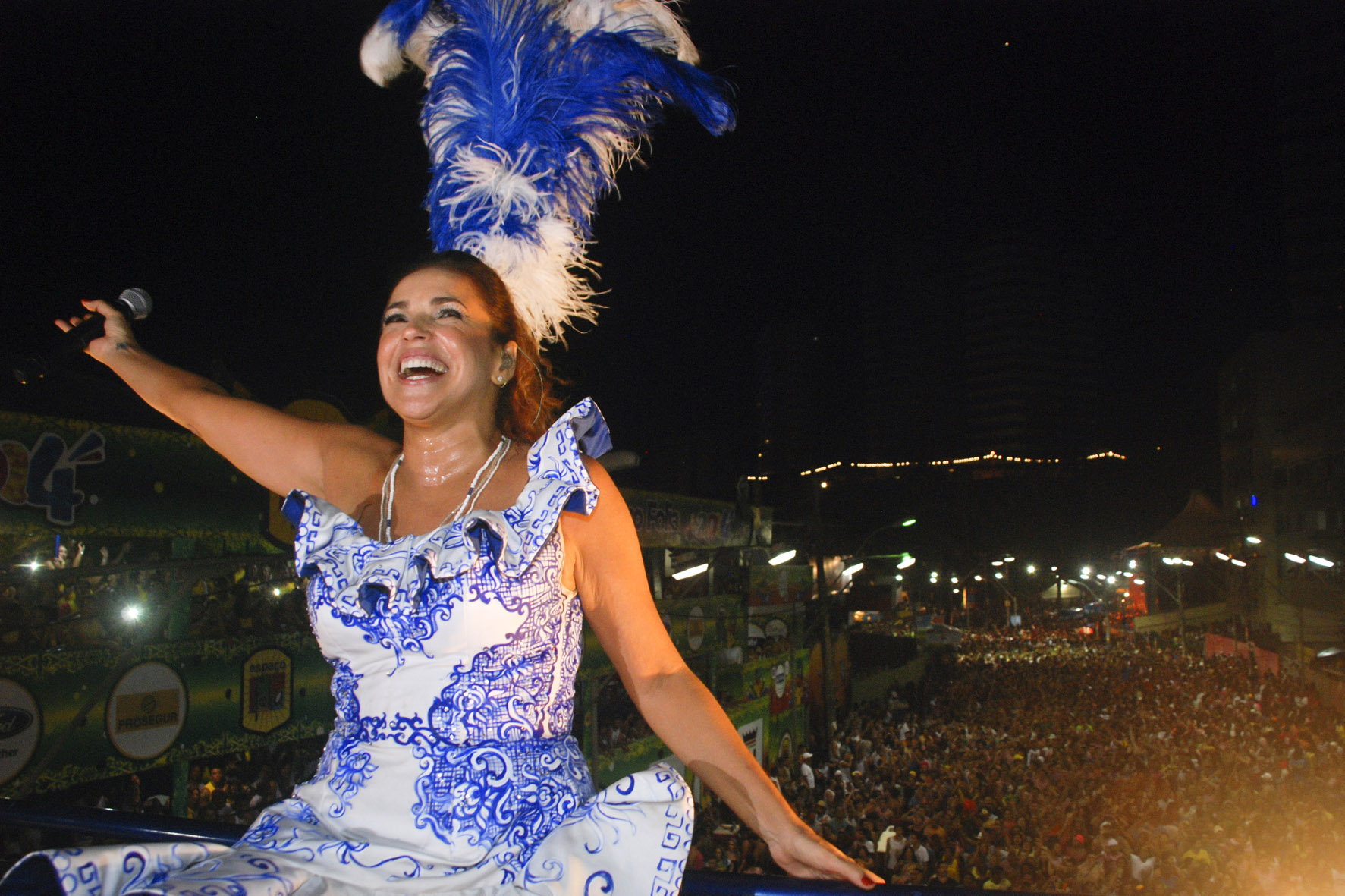
Daniela Mercury podczas karnawału w Salvadorze

W latach 1986–1988 Daniela Mercury była członkinią zespołu Cheiro de Amor oraz wokalem wspierającym zespołu Banda Eva, który wówczas był jeszcze tylko blokiem karnawałowym. Występowała w tej samej roli z Gilberto Gilem. W latach 1988–1990 była wokalistką grupy Companhia Clic, z którą wydała dwa albumy. W 1990 r. zdecydowała się na karierę solową.

### Rozkwit kariery (1991-1994)
Pierwszym solowym albumem artystki była płyta zatytułowana Daniela Mercury z 1991 r., wydana przez niezależną wytwórnię Eldorado. Singiel Swing da Cor, z udziałem zespołu Olodum, stał się hitem w Brazylii i wprowadził muzykę axé do kanonu muzyki brazylijskiej, obok pagode i sertanejo. Olodum nagrał z Danielą Mercury również drugiego singla z tej płyty, Menino do Pelô, który także dostał się do Top10 na brazylijskich listach przebojów.
Po sukcesie Swing da Cor Daniela Mercury zaczęła brać udział w wydarzeniach o krajowym zasięgu. Pierwszym z nich był program Bem Brasil w Tv Cultura de São Paulo, transmitowany na żywo z Uniwersytetu w São Paulo. Zazwyczaj nagranie odbywało się w obecności ok. tysiąca osób, ale na odcinek z udziałem Danieli przyszło 25 tys. widzów.
W 1992 r. Daniela Mercury wystąpiła z koncertem w São Paulo, który ostatecznie spopularyzował muzykę axé poza granicami stanu Bahia. Koncert miał miejsce w Muzeum Sztuki (Museu de Arte) i był przeznaczony dla początkujących artystów. Nikt nie spodziewał się, że jej występ okaże się tak wielkim sukcesem.

Nie byłam tam w ogóle znana. Myślałam, że jedynymi osobami, jakie zobaczę, będą przypadkowi przechodnie jedzący kanapki.

W momencie rozpoczęcia koncertu przed sceną zgromadziło się ok. 3 tys. osób, a po 20 minutach było ich już ok. 20 tys. Wkrótce organizatorzy byli zmuszeni do przerwania występu, w obawie, że wciąż zwiększający się tłum może zniszczyć zbiory muzeum. Daniela Mercury wspomina, że stojąc na scenie obserwowała, jak autobusy zamieniły się w trios elétricos, pasażerowie tańczyli. W ciągu 20 minut stanęła cała Avenida Paulista. Następnego dnia informacje o tym występie pojawiły się w gazetach, co rozsławiło nie tylko nową gwiazdę, ale również gatunek muzyczny, jaką reprezentowała.
Po tym występie Daniela Mercury nawiązała współpracę z wytwórnią Sony Music i wydała swój drugi solowy album, O Canto da Cidade. Sprzedał się on w ponad 2 milionach kopii w Brazylii i wylansował takie hity jak O Mais Belo dos Belos, Batuque, Você Não Entende Nada oraz tytułowy utwór płyty, O Canto da Cidade. Pod koniec 1992 r. koncern mediowy Rede Globo zaprosił artystkę no nagrania specjalnej edycji albumu na placu Apoteose w Rio de Janeiro. W nagraniu uczestniczyły również takie sławy jak Caetano Veloso, Herbert Vianna i Tom Jobim. 15 lat później ten koncert został wydany w formie DVD.
W lipcu 2013 r. Daniela była jedną z brazylijskich gwiazd szwajcarskiego festiwalu Festival de Jazz de Montreux.
Album O Canto da Cidade jest uważany za prekursora gatunku samba-reggae, który jest jednym z elementów szerszego nurtu muzyki axé. Dzięki sukcesom Danieli Mercury, karnawał w Bahia zaczął być w większym stopniu obecny w krajowych mediach, a sama artystka zyskała przydomek “królowej axé”.

### Dalszy rozwój (1994-2000)

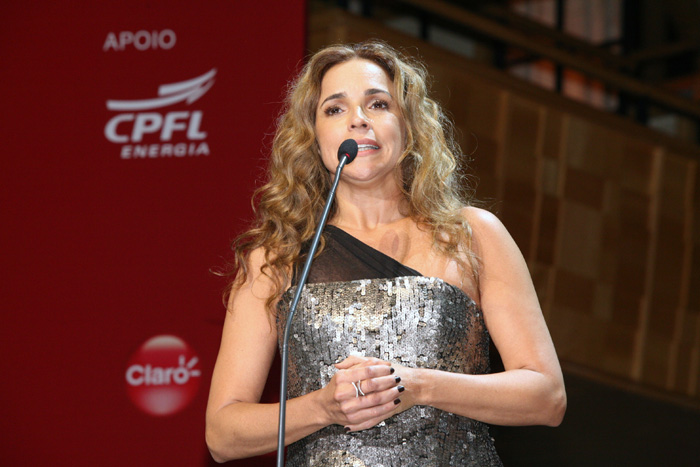
Daniela Mercury podczas wręczenia nagrody Bravo

W 1994 r. Daniela wydała swój trzeci album Música de Rua i nie zebrała dobrych opinii – krytykowano ją za skopiowanie stylu z poprzedniego albumu, który odniósł sukces. Pomimo krytyki sprzedała ponad milion kopii i wydała trzy single z tej płyty: Música de Rua, O Reggae e o Mar i Por Amor ao Ilê (dwa pierwsze dostały się na pierwsze miejsca na listach przebojów, a trzeci z nich na szóste). Música de Rua do dziś pozostaje najbardziej autorskim albumem w twórczości piosenkarki, napisała teksty do 6 z 12 piosenek. W 1994 r. wraz z Rayem Charlesem nagrała reklamę piwa Antartica, pokazywaną podczas Mistrzostw Świata w Piłce Nożnej. Nagranie miało miejsce w San Francisco, czyli w mieście gdzie reprezentacja Brazylii grała swoje pierwsze mecze.
W 1996 r. wydała czwarty album Feijão com Arroz, we współpracy z kompozytorem Alfredo Moura. Album został dobrze przyjęty przez krytyków i publiczność. Portal AllMusic ocenił go na 4,5 gwiazdki – najwyżej ze wszystkich albumów piosenkarki. Płyta sprzedała się w blisko 2 mln kopii, co daje jej drugie miejsce spośród albumów artystki, za O Canto da Cidade. Znalazły się na niej takie hity jak À Primeira Vista, Nobre Vagabundo, Rapunzel (pierwsze miejsce na listach przebojów), Minas com Bahia (z udziałem Samuela Rosy z zespołu Skank) trafił do pierwszej dwudziestki, a Feijão de Corda do pierwszej dziesiątki. Album Feijão com Arroz zyskał popularność za granicą. W Portugalii sprzedano 270 tys. krążków i Daniela trafiła na okładkę tygodnika Visão. We Francji sprzedała 300 tys. kopii albumu i wystąpiła w wypełnionym widzami teatrze La Cigale w Paryżu. W Nowym Jorku na jej występie podczas Festival de Artes Latinas w Lincoln Center padł rekord liczby widzów.
W 1996 r. piosenkarka po raz pierwszy pojawiła się podczas karnawału w Salvadorze ze swoim blokiem Crocodilo, maszerując od razu jedną z głównych tras: Barra-Ondina. W 1997 r. wystąpiła w telenoweli Mandacaru u boku Alceu Valençy, gdzie zagrali role Lampião i Marii Bonita.

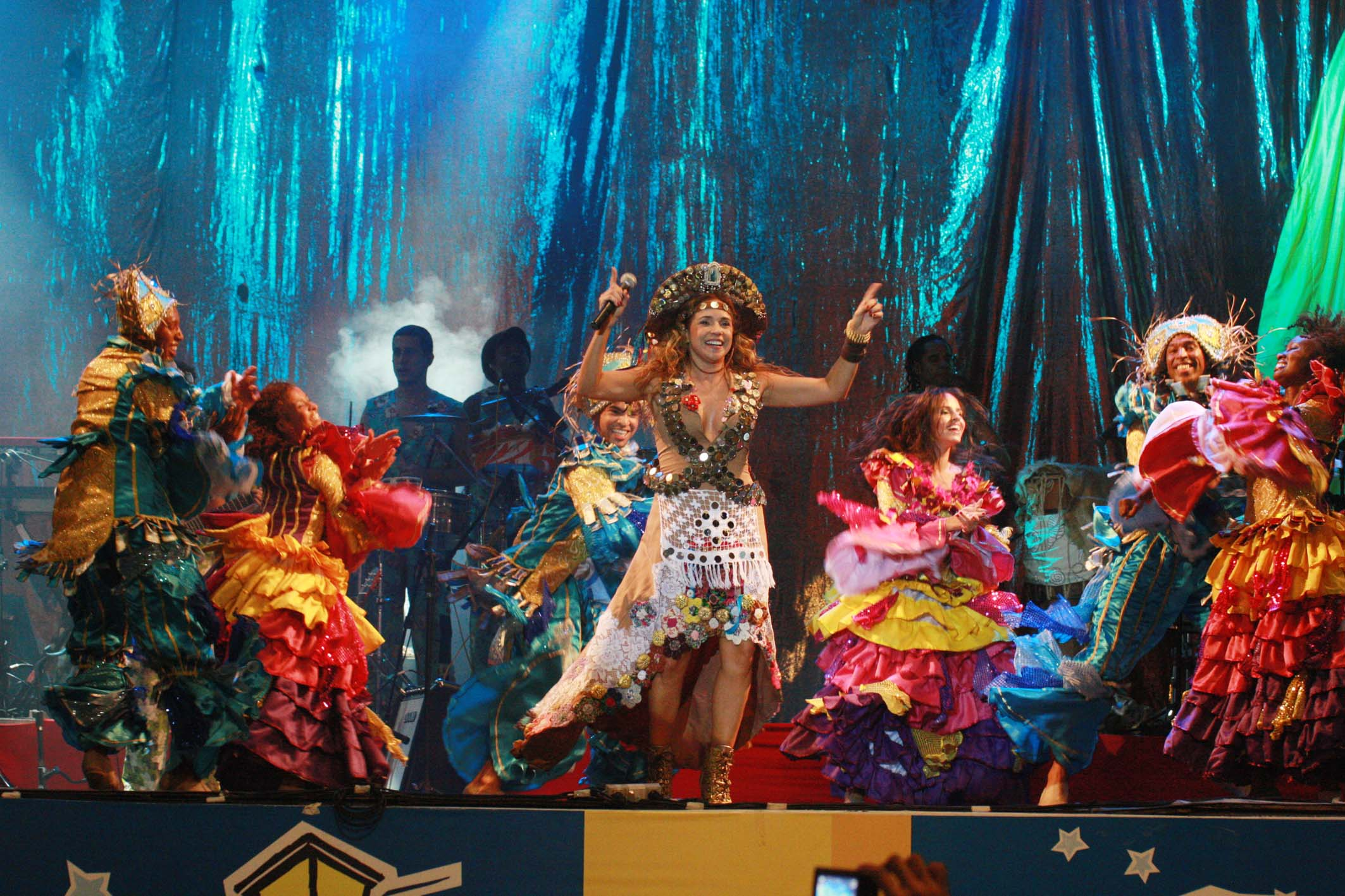
Występ na Pelourinho w Salvadorze

W 1998 r. Daniela nagrała swój pierwszy album w całości na żywo, zatytułowany Elétrica, który sprzedał się w ilości pół miliona kopii i wylansował hit Trio Metal. W tym samym roku nagrała piosenkę Caetano Veloso pt. Alegria, Alegria, która trafiła do składanki Tropicália – 30 anos. Podczas Mistrzostw Świata w Piłce Nożnej we Francji w 1998 r. w przerwach pokazywano piosenkę Rapunzel i Daniela Mercury zyskała tytuł artystki lata, nadawany przez kanał France 2.
W 1999 r. wydała swój ostatni album z wytwórnią Sony Music, zatytułowany Swing Tropical. Zawiera on zbiór największych przebojów oraz cover piosenki País Tropical Jorge Ben Jora z udziałem zespołu Olodum. W tym samym roku Daniela założyła jeden z trios elétricos karnawału w Salvadorze, Trio Tecno. Początkowo publiczność krytykowała połączenie axé z muzyką elektroniczną, ale dzisiaj blok gromadzi tłumy podczas przemarszu trasą Barra-Ondina.

### Flirt z muzyką elektroniczną (2000-4)

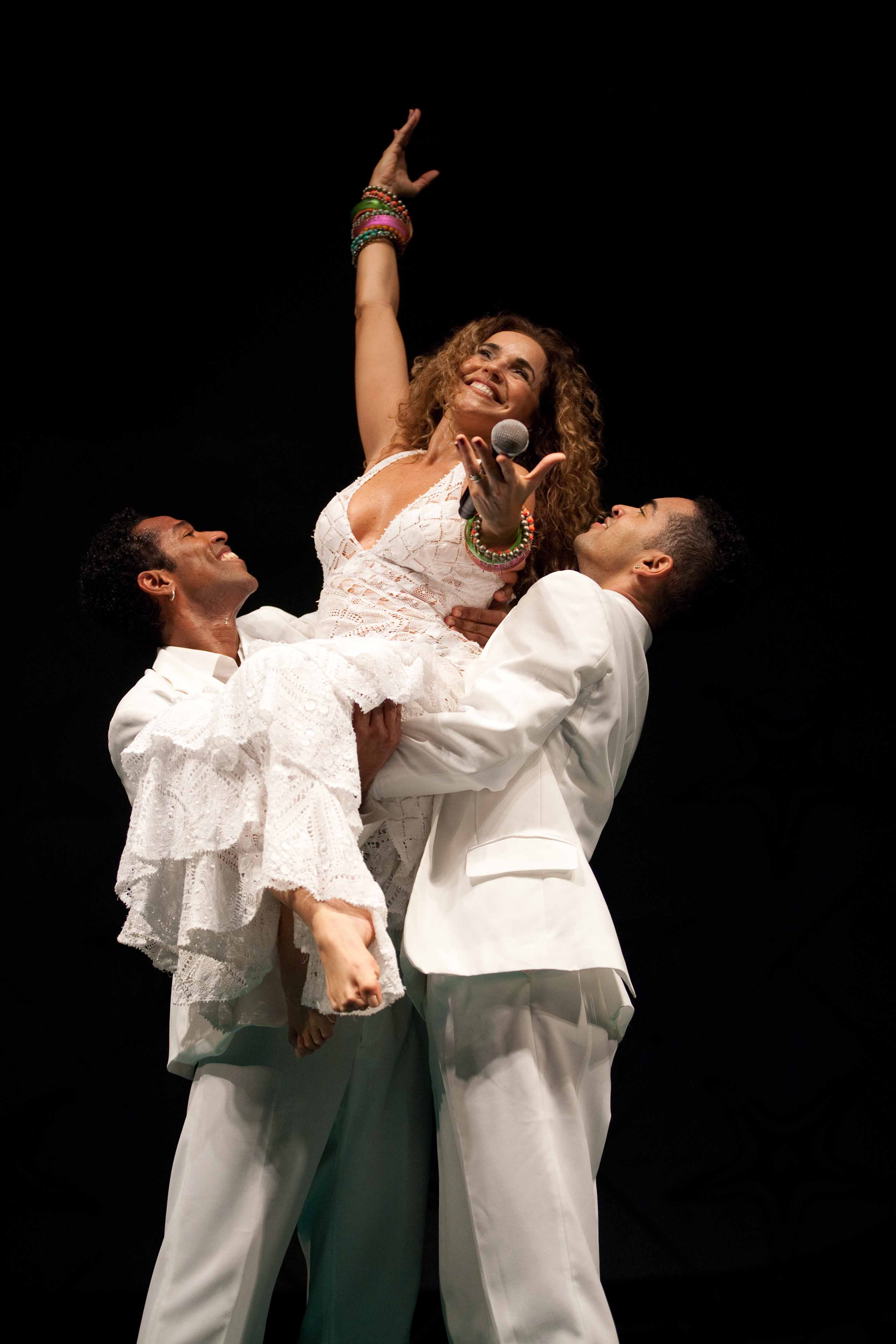
Daniela Mercury

W tym okresie Daniela wydała 4 albumy za pośrednictwem wytwórni BMG, oddalając się od nurtu muzyki axé i pokazując swoją wszechstronność. Pierwszym z tych albumów był wydany w 2000 r. Sol da Liberdade – sprzedano milion kopii. Znalazły się na nim takie hity jak Ilê Pérola Negra (O Canto do Negro) czy cover Como Vai Você, Antônio Marcosa. W piosence O Sol da Liberdade towarzyszy jej Milton Nascimento, a w piosence Dara piosenkarka z Beninu Angelique Kidjo. Utwór z tej płyty, Santa Helena, zajął 26. miejsce na listach przebojów, najgorsze w karierze Danieli. Nowatorskim elementem jest zmiksowanie samba-reggae z muzyką elektroniczną (rap, funk lounge i house). Album spotkał się z pozytywnymi opiniami, także za granicą. Artystka zaprezentowała utwory z tej płyty podczas otwarcia Rock in Rio III 12 stycznia 2001, gdzie zaśpiewała dla 160 tys. widzów.
W 2001 r. piosenkarka nagrała album Sou de Qualquer Lugar, który sprzedał się zaledwie w połowie tak dobrze jak poprzedni krążek, ale za to znalazł się na nim hit Mutante, napisany przez Ritę Lee i Roberto de Carvalho. Płyta spotkała się jednak z krytyką i pojawiały się opinie, że artystka jest niezdecydowana i dlatego eksperymentuje wciąż z różnymi gatunkami muzyki.
W tym samym roku Daniela Mercury zaśpiewała wraz z Paulem McCartneyem podczas ceremonii wręczenia Pokojowej Nagrody Nobla w Oslo, w Norwegii. Wykonali utwór “Let it be”, a towarzyszyli im: Wyclef Jean, Natalie Imbruglia i Anastacia.
W 2003 r. piosenkarka wydała drugi album na żywo, MTV Ao Vivo – Eletrodoméstico. Powstał 23 i 24 stycznia tego roku w teatrze Castro Alves w Salvadorze. Płyta została wydana także w formacie DVD, a pojawili się na niej również Carlinhos Brown, Olodum i Ilê Aiyê. Sprzedaż tej płyty wypadła gorzej w porównaniu z poprzednimi i tylko jeden utwór, Meu Plano, dotarł do pierwszej 20. hitów.
W 2004 r. artystka wydała album Carnaval Eletrônico z udziałem Gilberto Gila, Carlinhosa Browna i Lenine. Sprzedaż osiągnęła 190 tys. egzemplarzy, a piosenka z tej płyty Maimbê Dandá znalazła się na szczycie list przebojów. Z kolei inny utwór Vou Batê Pra Tu zajął ostatnie 76. miejsce.
W tym roku Daniela Mercury wzięła gościnny udział w nagraniu DVD MTV ao Vivo Ivete Sangalo, śpiewając wspólnie piosenkę Pan-americana. Nagrała też DVD w 25. rocznicę powstania zespołu Banda Eva, wykonując piosenkę Anjo w duecie z Saulo Fernandesem. 5 czerwca 2004 r. wystąpiła podczas Rock in Rio w Lizbonie, co było częścią jej tournée, promującego płytę Carnaval Eletrônico.

### Powrót do źródeł (2005-7)

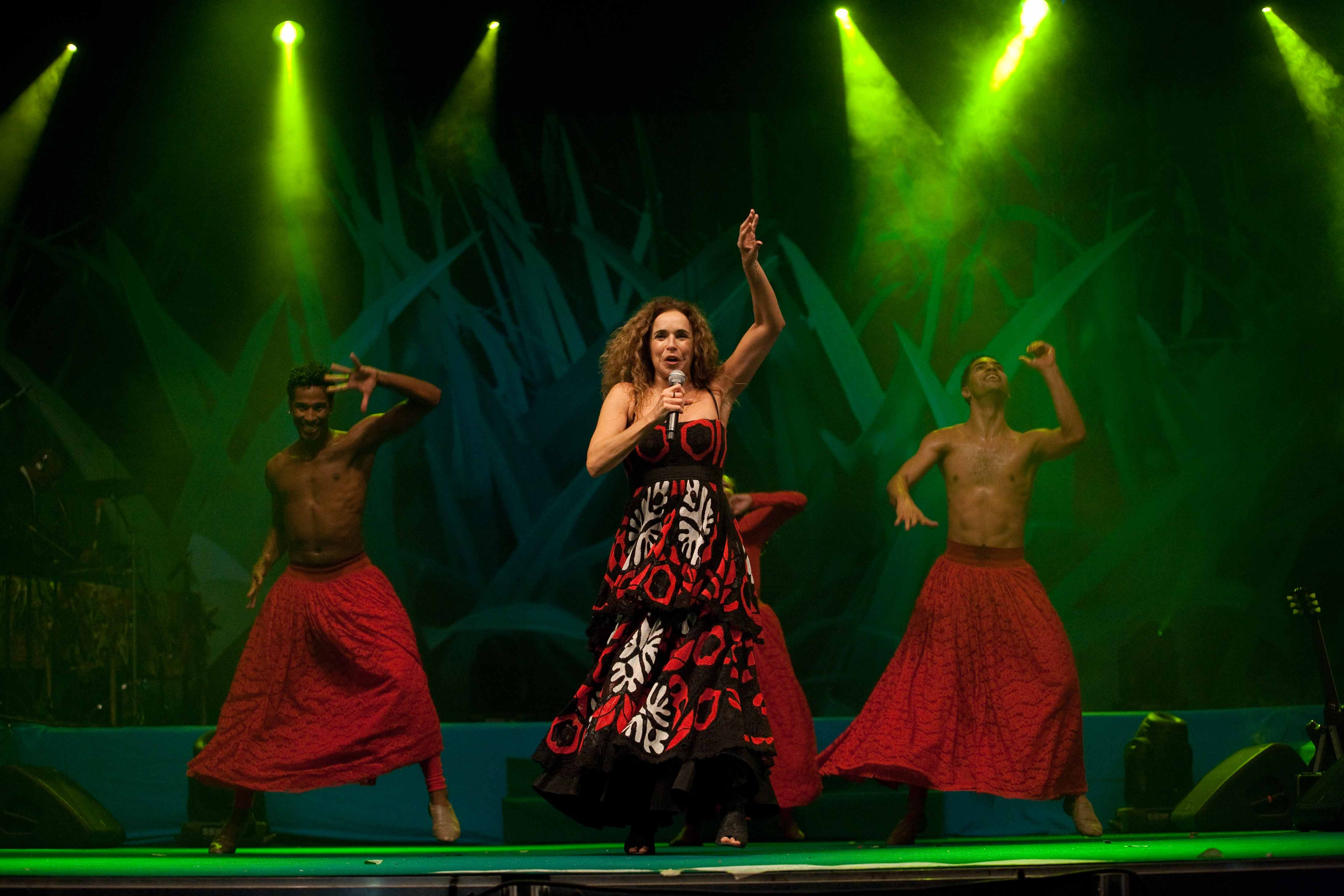
Daniela Mercury

W 2005 r. Daniela wydała swój trzeci album na żywo, Clássica, wydany zarówno na CD, jak i DVD przez wytwórnię Som Livre. Pojawiają się na nim utwory z gatunków bossa nova, jazz i MPB (música popular brasileira). W tym samym roku ukazał się jej ósmy album Balé Mulato, tym razem wydany przez EMI, porównywany przez krytyków do płyty Feijão com Arroz. Piosenka z tego albumu, Olha o Gandhi Aí, zdobyła tytuł najlepszej piosenki karnawału w Salvadorze, Troféu Band Folia, przyznawany głosami widzów TV Bandeirantes, a rok później inny utwór z tego samego albumu, Levada Brasileira, powtórzył ten sukces.
W tym samym roku Daniela miała występować podczas koncertu noworocznego w Watykanie, jednak jej występ został odwołany. Powodem był udział artystki w kampanii przeciwko AIDS, propagującej używanie prezerwatyw. Piosenkarka, określająca się jako głęboko wierząca katoliczka, nie kryła rozczarowania odwołaniem występu. Jednocześnie podkreśliła, że jako ambasadorka UNICEF i UNAIDS nie zgadza się ze stanowiskiem Kościoła i wierzy, że używanie prezerwatyw może zapobiegać zakażeniu się wirusem HIV.
W 2006 r. ukazał się album DVD Baile Barrocco, wydany przez wytwórnię EMI, nagrany podczas karnawału poprzedniego roku. Gościnnie wystąpili: Gilberto Gil, Luiz Caldas i Ricardo Castro, a na ścieżce dźwiękowej zamiast zespołu muzycznego pojawił się pianista, grający muzykę poważną. 17 września 2006 r. nagrała album na żywo Balé Mulato – Ao Vivo no Farol da Barra w Salvadorze. Album ukazał się w formacie CD i DVD i zdobył nagrodę Grammy Latino za najlepszy brazylijski album w kategorii muzyka etniczna.
W 2007 r. Daniela została zaproszona do wzięcia udziału w nagraniu albumu w hołdzie dla Ennio Morricone oraz do nagrania ścieżki dźwiękowej do telenoweli Caminhos do Coração. Wykonała też utwory Cidade Maravilhosa i Aquarela do Brasil podczas otwarcia ceremonii XV Igrzysk Panamerykańskich i III Paraolimpijskich Igrzysk Panamerykańskich w Rio de Janeiro. W tym samym roku wraz z João Bosco nagrała piosenkę De Frente Para o Crime, która znalazła się na DVD Cidade do Samba. Brała udział w nagraniu utworów na płytę DVD Beth Carvalho Canta o Samba da Bahia, a w kolejnym roku wraz z Claudią Leitte nagrała piosenkę Cidade Elétrica z płyty Ao Vivo em Copacabana.

### Canibália (2007-13)
19 listopada 2007 r. Daniela Mercury wraz z Seu Jorge wykonała utwór Preta, piosenkę zainspirowaną sambą karnawałową. Na karnawał 2009 r. wraz z Alfredo Moura i Margareth Menezes przygotowała piosenkę Oyá Por Nós, opartą na utworze Keto de Yansã, który Moura wykonał na Universidade de Aveiro w Portugalii, podczas ceremonii przyznania tytułu doktora honoris causa Gilberto Gilowi. Ten utwór Moura wykorzystał też w sztuce teatralnej, którą wystawił w Wiedniu, w Austrii.
W 2009 r. pismo Rolling Stone Brasil uznało Danielę Mercury za jedną ze 100 największych artystek muzyki brazylijskiej wszech czasów. W tym samym roku, w listopadzie, wydała album Canibália, który po 5 latach przerwy nagrała w studiu nagrań. Album trafił do sklepów z 5 różnymi okładkami i ścieżkami dźwiękowymi w różnej kolejności. Zdaniem artystki, jest to projekt, który łączy muzykę, taniec, wideo i sztuki plastyczne – sztuka jest wyrażona na wiele sposobów. Jest czymś na kształt kanibalizmu, który pochłania nurt Tropicália i wszystko, co powstało w sztuce brazylijskiej od czasu Tygodnia Sztuki Nowoczesnej w 1922 r. Artystka na tej płycie oddaje hołd Carmen Mirandzie takimi utworami jak Tico-Tico no Fubá i O que é que a Baiana Tem?
W lutym 2013 r. piosenkarka została poproszona przez CNN Internacional o udzielenie wywiadu w programie Leading Women.
Pod koniec 2013 Daniela wydała album z gatunku pop-rock zatytułowany Daniela Mercury & Cabeça de Nós Todos z udziałem grupy Cabeça de Nós Todos. Znalazły się na nim takie utwory jak Couchê, Alma Feminina, Paula e Bebeto, Aquele Abraço i Cheia de Graça.
W tym samym roku wydała książkę Daniela e Malu: Uma História de Amor, opowiadającą historię związku od przyjaźni do małżeństwa.

### Współcześnie
W 2014 r. piosenkarka wzięła udział jako jurorka w portugalskim programie The Voice Kids. W tym samym roku wydała singiel A Rainha do Axé (Rainha Má) z gatunku elektronicznego ijexá, który opowiada o sile kobiet, o miłości i wierze – ta piosenka pojawiła się podczas karnawału w 2015 r. W listopadzie 2015 r. ukazał się jej album Vinil Virtual z 15 utworami, z których 10 wykonuje samodzielnie, a 5 z udziałem innych artystów.
W tym samym miesiącu nagrała swoje szóste w karierze DVD pt. O Axé, a Voz e o Violão, miało to miejsce na scenie teatru Castro Alves w Salvadorze.

## Działalność dobroczynna

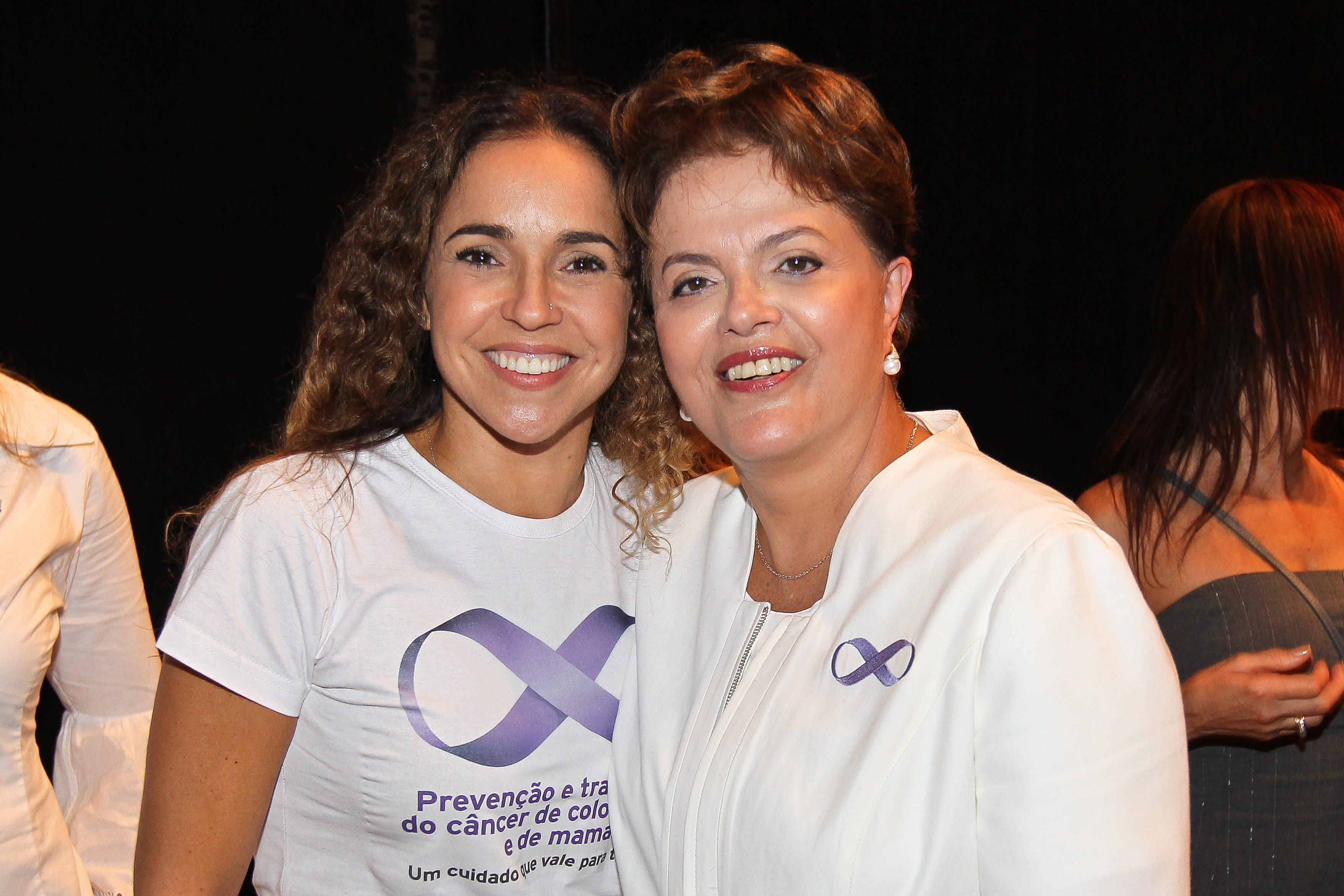
Z byłą prezydent Brazylii Dilmą Rousseff – kampania na rzecz walki z rakiem.

W 2008 r. Daniela Mercury założyła Instituto Sol da Liberdade (Instytut Słońce Wolności), który realizuje we współpracy z UNICEF i ESPN Brasil projekt Caravana da Música (Muzyczna Karawana), który polega na tym, że każdego miesiąca UNICEF wskazuje miejscowości, wybrane na podstawie wskaźnika rozwoju społecznego, a Karawana je odwiedza i włącza dzieci do działań związanych z tańcem, muzyką, teatrem, tworzeniem instrumentów muzycznych i innymi formami artystycznymi. Poza tym Karawana kształci również nauczycieli.
Daniela od 1995 r. jest ambasadorką dobrej woli UNICEF-u. Brała udział w wielu pokazach na rzecz dzieci, takich jak Criança Esperança UNICEF/Rede Globo i Teleton zrealizowany przez AACD/SBT. Przekazała na rzecz UNICEF-u część zysków z albumu Elétrica z 1998 r. Jest również ambasadorką Instytutu Ayrtona Senny.

## Dyskografia
- Daniela Mercury (1991)
- O Canto da Cidade (1992)
- Música de Rua (1994)
- Feijão com Arroz (1996)
- Sol da Liberdade (2000)
- Sou de Qualquer Lugar (2001)
- Carnaval Eletrônico (2004)
- Balé Mulato (2005)
- Canibália (2009)
- Daniela Mercury & Cabeça de Nós Todos (2013)
- Vinil Virtual (2015)

Albumy na żywo
- Elétrica (1998)
- MTV Ao Vivo – Eletrodoméstico (2003)
- Clássica (2005)
- Baile Barroco (2005)
- Balé Mulato – Ao Vivo (2006)
- Canibália: Ritmos do Brasil (2011)
- O Axé, a Voz e o Violão (2016)

## Filmografia

### Telewizja
| Rok  | Tytuł                       | Rola              |
| ---- | --------------------------- | ----------------- |
| 1992 | O Canto da Cidade           | Grała samą siebie |
| 1997 | Mandacaru                   | Maria Bonita      |
| 1998 | Dona Flor i Jej Dwóch Mężów | Esmeralda         |
| 2002 | Popstars                    | Jurorka           |
| 2006 | Dança Comigo                | Jurorka           |
| 2007 | Paraíso Tropical            | Grała samą siebie |
| 2014 | The Voice Kids Portugal     | Jurorka           |
| 2016 | Superstar                   | Jurorka           |

### Kino
| Rok  | Tytuł                                     | Rola              | Uwagi             |
| ---- | ----------------------------------------- | ----------------- | ----------------- |
| 2005 | Chame Gente – A História do Trio Elétrico | Grała samą siebie | Film dokumentalny |
| 2017 | Axé: Canto do Povo de um Lugar            | Grała samą siebie | Film dokumentalny |

## Trasy koncertowe
- Swing da Cor (1991–92)
- O Canto da Cidade (1992–94)
- Música de Rua (1995–96)
- Feijão com Arroz (1996–97)
- Elétrica (1998–99)
- Sol da Liberdade (2000–01)
- Sou de Qualquer Lugar (2002)
- Eletrodoméstico (2003)
- Carnaval Eletrônico (2004)
- Balé Mulato (2006–09)
- Canibália (2009–12)
- Couché (2013)
- Pelada (2014)
- Baile da Rainha Má (2015–16)
- O Axé, a Voz e o Violão (2016–17)